# Rosario Pettinato
Rosario Pettinato detto Saro (Catania, 15 aprile 1938) è un politico e dirigente sportivo italiano.

## Biografia
Nato a Catania nel 1938, e di professione avvocato penalista, ha iniziato la sua attività politica negli anni settanta nel Partito Radicale, di cui è stato segretario regionale in Sicilia, e nelle cui liste è stato candidato alle elezioni politiche del 1976 e del 1979 per la Camera dei deputati, senza venir eletto.
Nel 1988, Pettinato si candida come consigliere comunale alle elezioni amministrative di Catania tenutesi il 29 e il 30 maggio di quell'anno, nella lista Per Catania Civica, Laica e Verde (CLEV) creata per l'occasione dai radicali e dai verdi, ed ottiene un seggio all'assise civica del capoluogo etneo lasciatogli dal dimissionario Bruno Zevi - che era stato eletto assieme ad altri esponenti nazionali candidati con CLEV, quali Marco Pannella come capolista, Emma Bonino e Domenico Modugno, in seguito anche loro dimessi per lasciare i loro seggi ai primi dei non eletti -  assumendo anche il ruolo di capogruppo. L'anno seguente, esce dalla lista CLEV, si posiziona come indipendente al consiglio comunale ed aderisce ai Verdi, di cui diventa portavoce regionale.
Alle elezioni amministrative del 6 giugno 1993 tenutesi a Catania, Pettinato si candida nuovamente al consiglio comunale nella lista Patto per Catania a sostegno del candidato sindaco vincente Enzo Bianco, in cui ottiene 2.546 preferenze e risulta essere uno dei 17 eletti nella lista. Nella giunta comunale di centro-sinistra guidata da Bianco, ha ricoperto l'incarico di assessore con deleghe all'urbanistica e allo sport (1993-1996).
Nel 1996, si candida alle elezioni politiche per il Senato della Repubblica con L'Ulivo come capolista nel collegio di Paternò-Caltagirone, in cui ottiene l'elezione a senatore. Durante la XIII legislatura della Repubblica Italiana (1996-2001) è stato membro della commissione parlamentare antimafia. 
Nel 1998, Pettinato si candida alle elezioni per il rinnovo della giunta e del consiglio della Provincia di Catania, in cui viene sostenuto dai partiti che formano L'Ulivo ed ottiene il 38,01% dei voti, arrivato secondo dopo l'uscente Nello Musumeci, sostenuto dal Polo per le Libertà, che vince con il 60,01%.
Dal 1999 al 2001 è stato presidente della società calcistica dell'Atletico Catania, che militava in Serie C1.